# خوزه لوئیس آباخو
خوزه لوئیس آباخو (اسپانیایی: José Luis Abajo‎؛ زادهٔ ۲۲ ژوئن ۱۹۷۸) شمشیرباز اهل اسپانیا بود.